# TMZ
Thirty-mile zone (também conhecida como: Studio Zone ou simplesmente TMZ) é um site americano de entretenimento que surgiu como uma parceria entre o AOL e a Telepictures, a TMZ pertence ao grupo Fox Corporation.  O editor chefe da TMZ é Harvey Levin, um advogado dedicado ao jornalismo que atuou como perito judicial na rede KCBS-TV.
Segundo Levin, o TMZ.com é caracterizado por não oferecer pagamento por notícias e entrevistas exclusivas, o site investiga e discute com precisão os fatos antes de publicá-los.

## Reconhecimento e credibilidade
Segundo as opiniões da crítica, o TMZ sempre foi considerado uma fonte não fiável ou com pouca credibilidade, que não passava apenas de um sítio de "fofocas" de celebridades. Seu reconhecimento mundial veio quando o artista Michael Jackson morreu. O TMZ foi a primeira mídia a divulgar sua morte superando grandes redes de notícias mundiais. Horas mais tarde, a informação foi confirmada e o TMZ se tornou oficialmente uma referência de informações sobre celebridades.